# Mercedes AMG F1 W09 EQ Power+
El Mercedes AMG F1 W09 EQ Power+ fue un monoplaza de Fórmula 1 diseñado por Mercedes AMG Petronas Motorsport para competir en la temporada 2018 de Fórmula 1. La unidad de potencia, el sistema de transmisión de ocho velocidades y el sistema de recuperación de energía son de Mercedes. El coche fue conducido por el campeón defensor Lewis Hamilton y el finlandés Valtteri Bottas. Fue presentado el día 22 de febrero en el Circuito de Silverstone.

## Resultados
(Clave) (negrita indica pole position) (cursiva indica vuelta rápida)

| Año  | Motor                                  | Neu. | N.º | Pilotos         | 1   | 3   | 2   | 4   | 5   | 6   | 7   | 8   | 9   | 10  | 11  | 12  | 13  | 14  | 15  | 16  | 17  | 18  | 19  | 20  | 21  | Puntos | Pos. |
| ---- | -------------------------------------- | ---- | --- | --------------- | --- | --- | --- | --- | --- | --- | --- | --- | --- | --- | --- | --- | --- | --- | --- | --- | --- | --- | --- | --- | --- | ------ | ---- |
| 2018 | Mercedes-AMG F1 M09 EQ Power+ V6 Turbo | P    |     |                 | AUS | BHR | CHN | AZE | ESP | MON | CAN | FRA | AUT | GBR | GER | HUN | BEL | ITA | SIN | RUS | JPN | USA | MEX | BRA | ABU | 655    | 1º   |
| 2018 | Mercedes-AMG F1 M09 EQ Power+ V6 Turbo | P    | 44  | Lewis Hamilton  | 2   | 3   | 4   | 1   | 1   | 3   | 5   | 1   | Ret | 2   | 1   | 1   | 2   | 1   | 1   | 1   | 1   | 3   | 4   | 1   | 1   | 655    | 1º   |
| 2018 | Mercedes-AMG F1 M09 EQ Power+ V6 Turbo | P    | 77  | Valtteri Bottas | 8   | 2   | 2   | 14† | 2   | 5   | 2   | 7   | Ret | 4   | 2   | 5   | 4   | 3   | 4   | 2   | 2   | 5   | 5   | 5   | 5   | 655    | 1º   |

- † El piloto no acabó el Gran Premio, pero se clasificó al completar el 90% de la distancia total.